# Ciputat
Ciputat es un distrito de la ciudad de Tangerang del Sur, Banten, Indonesia y se encuentra dentro del área metropolitana de la Gran Yakarta. Tiene una superficie de 18,38 km 2 y su población en el censo de 2020 era 208 722.  Ciputat Timur ("Ciputat del este") es un distrito administrativo separado de Tangerang del Sur, situado al este de Ciputat. Tiene una superficie de 15,43 km 2 y su población en el censo de 2020 era 172 139. 

## Origen del nombre
El nombre Ciputat proviene del idioma sundanés, "Cai" que significa agua, y "Putat" que es un nombre local de una planta que generalmente crecen en las orillas de los ríos. En el pasado, las plantas de putat crecían a lo largo del río Pesanggrahan, que ahora es el límite de las provincias de Yakarta y Banten.

## Educación
- Universidad Islámica Estatal Syarif Hidayatullah Yakarta